# Centrum Formacyjno-Szkoleniowe „Księżówka” w Zakopanem
Centrum Formacyjno-Szkoleniowe „Księżówka” – dom rekolekcyjny Konferencji Episkopatu Polski w Zakopanem, w województwie małopolskim. Księżówka mieści się w przy Alei Przewodników Tatrzańskich 2.

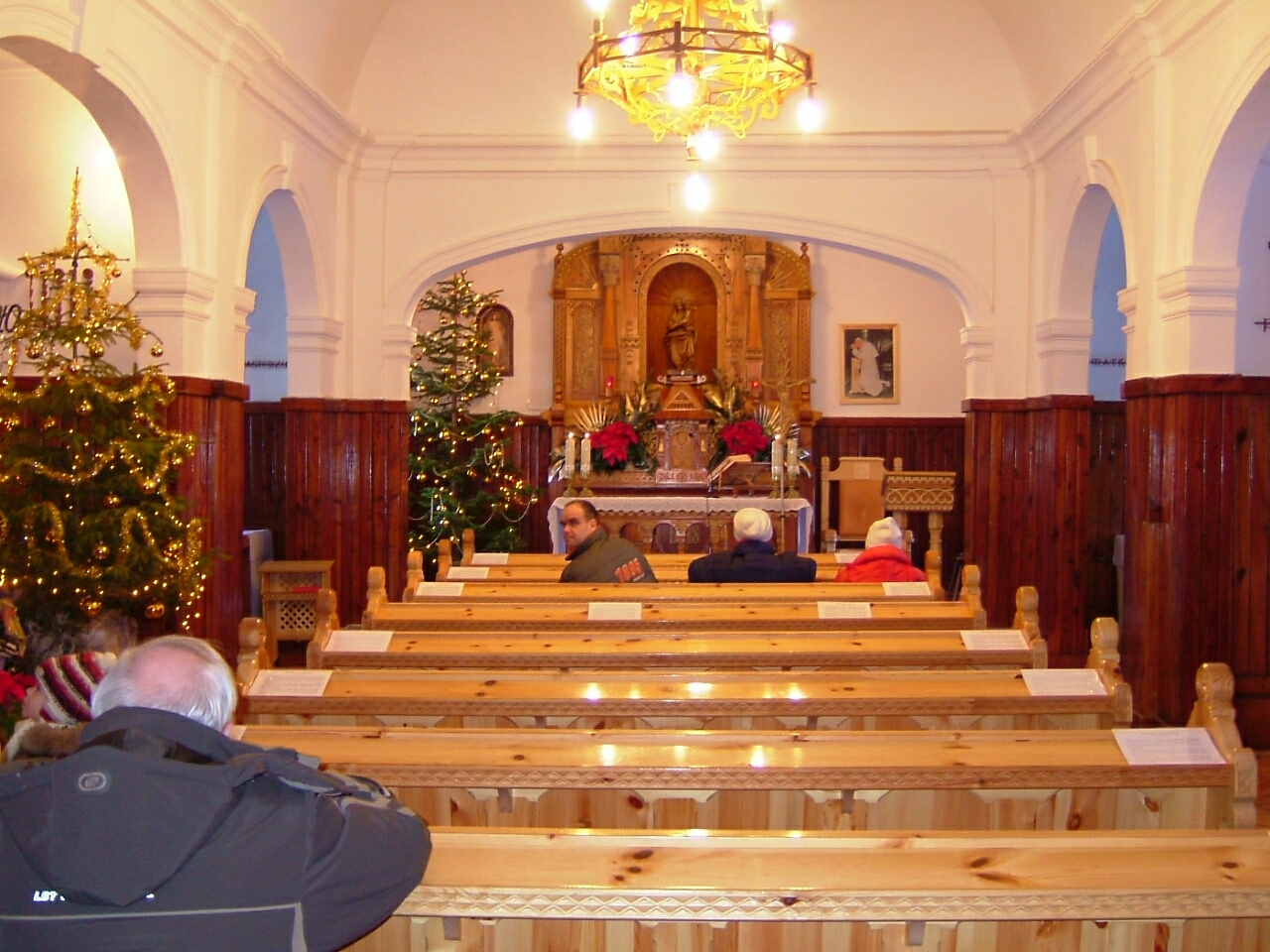
Wnętrze

## Historia
Początki Księżówki można datować na dzień 23 lutego 1910 r., kiedy Towarzystwo domu zdrowia dla Księży zakupiło za kwotę 90 000 koron dom zwany "Adasiówką" znajdujący się przy Alei Przewodników Tatrzańskich. Po późniejszych przebudowach i adaptacjach dom ten stanowi Część "A" budynku. Do tej pory zachowując oryginalną drewnianą formę. W późniejszych latach Księżówka była rozbudowywana o kolejne – już murowane elementy. W 1997 roku, przebywając w Polsce z wizytą apostolską, papież Jan Paweł II nawiedził Księżówkę i spędził tu kilka dni. Specjalnie dla niego został przygotowany apartament na I piętrze oraz dobudowano windę. Od lipca 2007 dyrektorem Księżówki jest ks. Lesław Mirek.

### Modernizacja domu
W lutym 2010 roku rozpoczął się remont i modernizacja domu. Inwestycja dofinansowywana z funduszy Narodowego Funduszu Ochrony Środowiska oraz z funduszy SIDA obejmowała ocieplenie całego domu, wymianę okien i drzwi, oraz modernizację systemu ogrzewania. Podczas wykonywania tych prac jednocześnie dokonano modernizacji pokoi, oraz gruntownej przebudowy kaplicy. Generalnym wykonawcą prac w Księżówce była firma INTER-BUD z Krakowa.

### Jubileusz 100-lecia
25 listopada 2010 odbyły się uroczystości jubileuszu 100-lecia Księżówki. Obchody rozpoczęły się od nabożeństwa w nowo wyremontowanej kaplicy. W obchodom towarzyszyły obrady Rady Stałej Konferencji Episkopatu Polski, oraz spotkanie władz samorządowych województwa małopolskiego i okolicznych powiatów.